# Agasthenes subarcticus
Agasthenes subarcticus là một loài tò vò trong họ Ichneumonidae.